# Prix littéraires du Gouverneur général 1983
Liste des Prix littéraires du Gouverneur général pour 1983, chacun suivi des finalistes.

## Français

### Prix du Gouverneur général: romans et nouvelles de langue française
- Suzanne Jacob, Laura Laur
- Victor-Lévy Beaulieu, Discours de Samm
- France Ducasse, Du lieu des voyages
- Carole Massé, L'Existence
- Francine Noël, Maryse
- Suzanne Robert, Vulpera

### Prix du Gouverneur général: poésie de langue française
- Suzanne Paradis, Un goût de sel
- Claude Beausoleil, Une certaine fin de siècle : Poésie 1973-1983
- Hugues Corriveau, Revoir le rouge
- Denis Vanier, Rejet de prince

### Prix du Gouverneur général: théâtre de langue française
- René Gingras, Syncope
- Michelle Allen, La Passion de Juliette
- René-Daniel Dubois, 26 bis, impasse du Colonel Foisy

### Prix du Gouverneur général: études et essais de langue française
- Maurice Cusson, Le Contrôle social du crime
- Clermont Dugas, Les Régions périphériques : défi au développement du Québec
- Jacques Michon, Émile Nelligan : les racines du rêve
- François Rousseau, L'Œuvre de chère en Nouvelle-France. Le régime des malades à l'Hôtel-Dieu de Québec

## Anglais

### Prix du Gouverneur général: romans et nouvelles de langue anglaise
- Leon Rooke, Shakespeare's Dog
- Philip Kreiner, People Like Us In a Place Like This
- H.R. Percy, Painted Ladies
- Susan Swan, The Biggest Modern Woman of the World

### Prix du Gouverneur général: poésie de langue anglaise
- David Donnell, Settlements
- Christopher Dewdney, Predators of the Adoration: Selected Poems 1972-82
- Don McKay, Birding, or Desire
- Anne Szumigalski, Doctrine of Signatures

### Prix du Gouverneur général: théâtre de langue anglaise
- Anne Chislett, Quiet in the Land

### Prix du Gouverneur général: études et essais de langue anglaise
- Jeffery Williams, Byng of Vimy
- Ken Dryden, The Game
- H.S. Ferns, Reading from Left to Right: One Man's Political History